# Onderstation

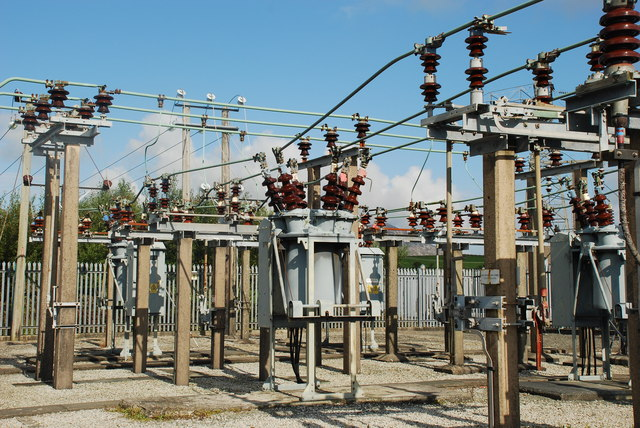
Een onderstation

Een onderstation is een elektrische installatie in het elektriciteitsnetwerk. Het maakt een verbinding tussen twee of meer hoog- en/of middenspanningsnetten of vormt een aansluitingspunt op het hoog- of middenspanningsnet.

## Functies
Naargelang de functie van het onderstation spreekt men van:
- Een tractieonderstation voedt de bovenleidingen van de railinfrastructuur.
- Een distributieonderstation levert de elektrische energie aan een groep verbruikers en/of transformeert de energie naar een lager spanningsniveau ter voeding van een onderliggend netwerk op een lager spanningsniveau.
- Een generatoronderstation voedt elektrische energie in het hoogspanningsnet.
- Een interconnectieonderstation maakt verbinding tussen twee hoogspanningsnetten van verschillende landen.

Al naargelang het gebruikte isolatiemateriaal spreekt men ook van:
- Een open-lucht of AIS-onderstation (Air Insulated Switchgear) waar alles buiten opgesteld staat.
- Een SF6 of GIS-onderstation (Gas Insulated Switchgear) of HIS-installatie (Hybride Insulated Switchgear) waar alle (de meeste) aansluitingen onder SF6 gemaakt worden. Deze onderstations zijn zeer compact en kunnen eenvoudig in een gebouw ondergebracht worden, maar SF6 is een sterk broeikasgas met een aardopwarmingsvermogen van 23 500 keer dat van kooldioxide.
- Een mobiel onderstation dat bestaat uit een vrachtwagentrailer met daarop een vermogentransformator, schakelapparatuur en een controleruimte.

## Onderdelen
Meestal bestaat een tractieonderstation uit

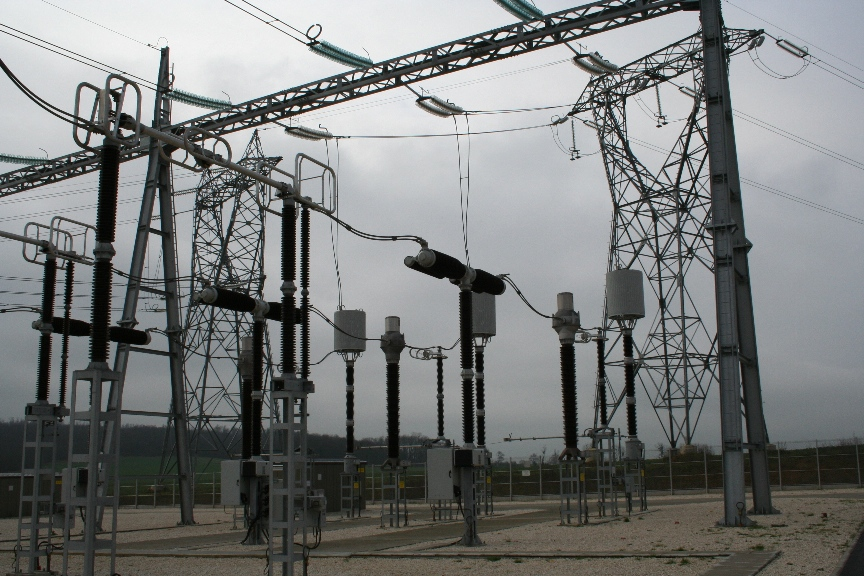
400 kV onderstation voor de Franse hogesnelheidstrein

- binnenkomende spanningslijn (met luchtlijnen of kabels met kabeleindsluitingen)
- vertrekkende spanningslijn of feeders
- een of meer vermogentransformatoren boven een olieopvangbak
- een technische ruimte waarin de meet- en beveiligingsrelais zijn ondergebracht
- meetapparatuur waaronder:
  - spanningstransformatoren
  - stroomtransformatoren
- schakelapparatuur waaronder:
  - de vermogenschakelaars die kunnen afschakelen bij kortsluiting
  - de scheidingsschakelaars die een zichtbare scheiding van het net maken
- overspanningsafleiders
- soms een nulpuntspoel om de foutstromen te beperken bij aardfouten
- soms een aardingstransformator om het net, aangesloten op de wikkeling in driehoek te kunnen aarden
- soms ook nog communicatieapparatuur die signalen over het hoogspanningsnet kan sturen en ontvangen
- vaak zijn de vermogentransformatoren geplaatst tussen brandwerende wanden of in een bunker
- een bliksembeveiliging met palen of met kabels
- een aardingsnetwerk met zeer lage aardverspreidingsweerstand

## Een onderstation kan verschillende functies hebben

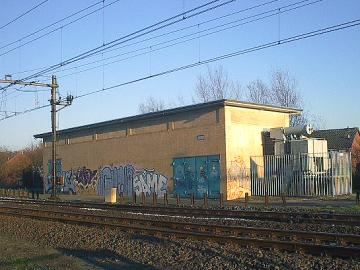
Onderstation te Wijhe

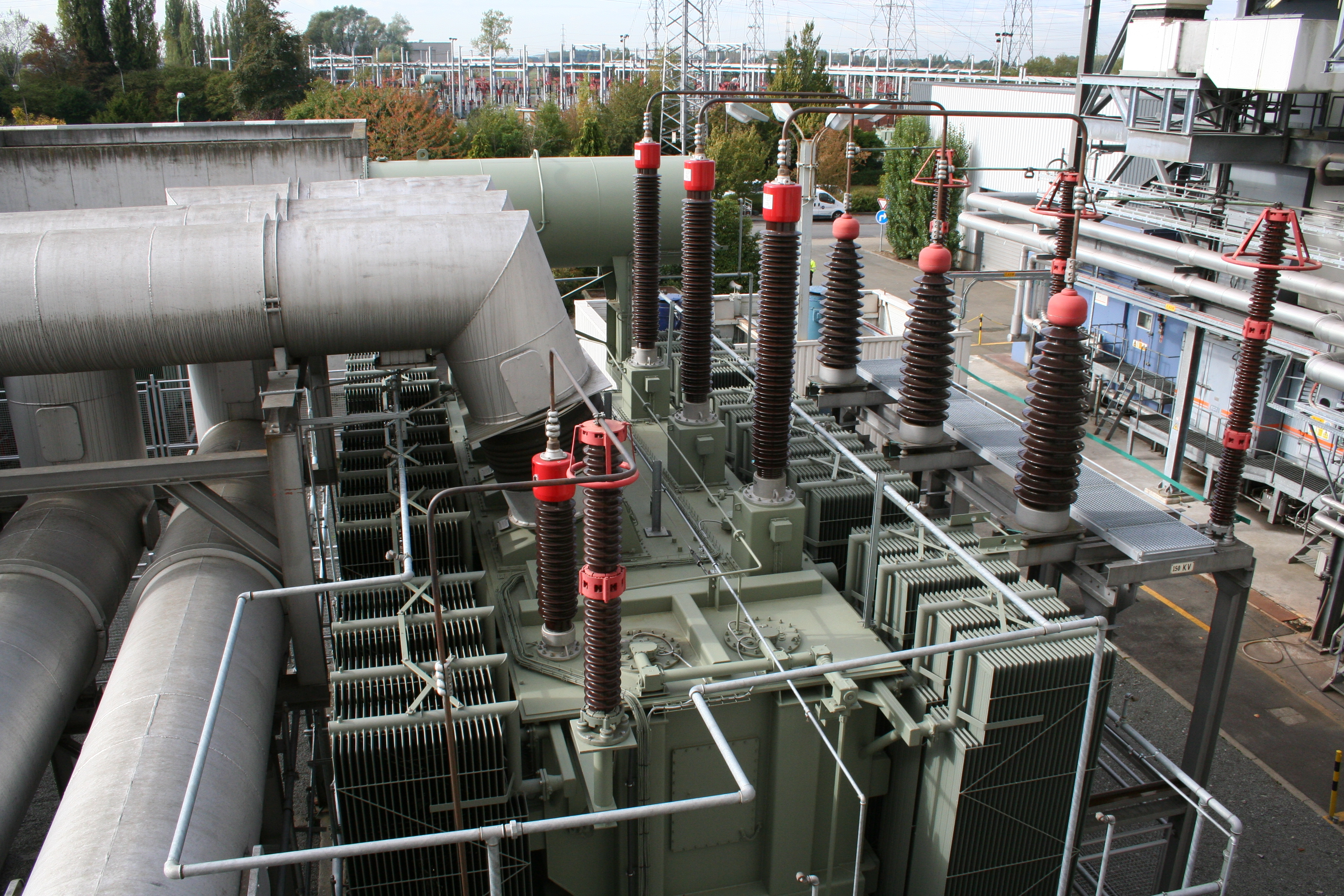
Bovenaanzicht van de generatortransformator 375 MVA 22/150 kV van de centrale van Ruien

### Voeding van het spoorwegnet
Hier wordt de elektrische stroom van het middenspanningsnet (10 000 volt wisselspanning) getransformeerd naar een lagere spanning. Dit kan bijvoorbeeld 600 (tram, trolleybus), 750 (metro, modern tram/trolleynet), 900 (Brusselse metro), 1800 (Nederlandse trein) of 3300 volt (Belgische trein) zijn. Daarna wordt de wisselspanning gelijkgericht en aan de bovenleiding of derde rail doorgegeven.
Tractieonderstations voor treinen op 25 kV wisselspanning (50 Hz) maken gebruik van hoogspanning van het hoogspanningsnet. Uiteraard wordt de stroom in dit geval niet gelijkgericht. Hiervoor maken ze gebruik van een speciale spoorwegtransformator. Waar de wisselspanning van het spoorwegnet een frequentie van 16,7 Hz heeft (zoals in Duitsland) wordt vaak een apart net van centrales en hoogspanningslijnen onderhouden voor de spoorwegen.

### Optransformeren aan de centrale
Dat is nodig om de generator met een spanning van ca. 20 kV te kunnen verbinden met het hoogspanningsnet (110 à 400 kV) voor de verdeling van de geleverde energie. Een dergelijke transformator wordt ook wel opspantransformator of met de Engelse benaming Generator Step Up (GSU)-transformator genoemd. Een GSU-transformator is een zeer kritische transformator omdat er geen back-up voor bestaat in het net; indien de transformator eruit ligt zal ook de generator buiten dienst zijn. De laagspanningsdoorvoeringen hebben een spanning van rond de 20 kV maar voeren een zeer hoge stroom. Wegens het enorme kortsluitvermogen zijn de generator en de GSU-transformator vaak vast aan elkaar verbonden zonder vermogenschakelaar en wordt de volledige laagspanningsverbinding in geïsoleerde buizen ondergebracht, de isolated phase busducts.

### Omlaag transformeren voor distributie
Dit zijn veruit de meest voorkomende onderstations. Ook hier zijn gradaties te vinden naargelang hun spanningsniveau. Er zijn landelijke onderstations voor distributie met een binnenkomende spanning van 400 kV die naar 220 kV transformeren voor regionale distributie. Er zijn onderstations op 110 kV of 70 kV om te transformeren naar 15 à 10 kV voor stedelijke distributie.

### Koppelen van verschillende netten
Netten worden met elkaar verbonden voor redundantie en om de stabiliteit van het net te vergroten. Zo zal bij het uitvallen van één hoogspanningspost de energie via een andere weg op zijn bestemming moeten geraken. Dat kan alleen als er verbindingen zijn op andere punten. Meestal is het hoogspanningsnet dan ook een ringnet en geen sternet met bijkomende koppelingen met andere netten. Op ogenblikken dat er iets fout gaat in het hoogspanningsnet is de topologie van het net belangrijk. Om netten met elkaar te koppelen worden zeer vaak autotransformatoren gebruikt. Ze hebben geen galvanische scheiding tussen hoog- en laagspanning maar hebben minder kernmateriaal nodig en zijn dus compacter en goedkoper. Om netten van verschillende landen met elkaar te koppelen worden ook meer en meer dwarsregeltransformatoren of phase-shifters gebruikt.

## Voorbeelden
- Onderstation Marnixstraat
- Transformatorstation Oostzaan
- Onderstation Westerpark

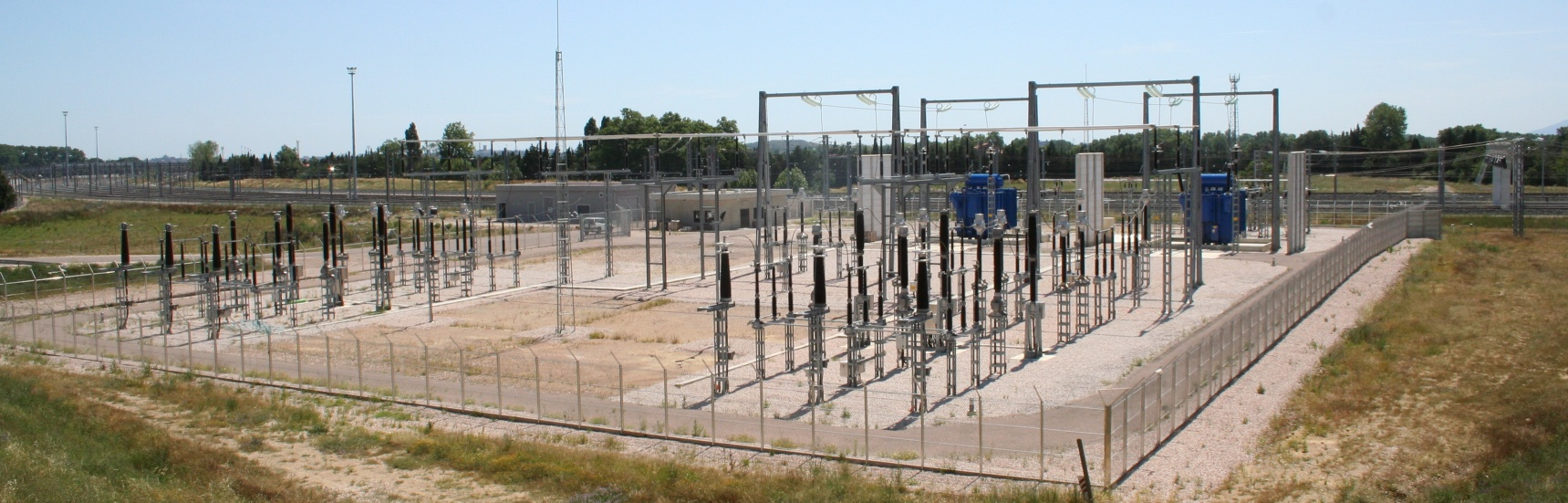
Een 225 kV onderstation nabij Perpignan voedt de bovenleiding van de TGV Perpignan-Figueras op 27,4 kV

- Lijst van onderstations in het extrahoogspanningsnet van de Benelux-landen